# Michael Jäger
Michael Jäger (Vienna, 1958) è un astronomo amatoriale austriaco di professione giornalista.
Noto per le sue osservazioni e fotografie di comete, ha scoperto il 28 agosto 1994 un frammento della 141P/Machholz, il 23 ottobre 1998 la cometa periodica 290P/Jäger e il 4 agosto 2005 la C/2005 P3 SWAN (SOHO-1012) in cooperazione con Hirohisa Sato, Masayuki Suzuki, Michael Mattiazzo e Vladimir Bezugly.

## Riconoscimenti
Nel 1999 gli è stato assegnato il Premio Edgar Wilson.
Gli è stato dedicato l'asteroide 78391 Michaeljäger.